# Dönme

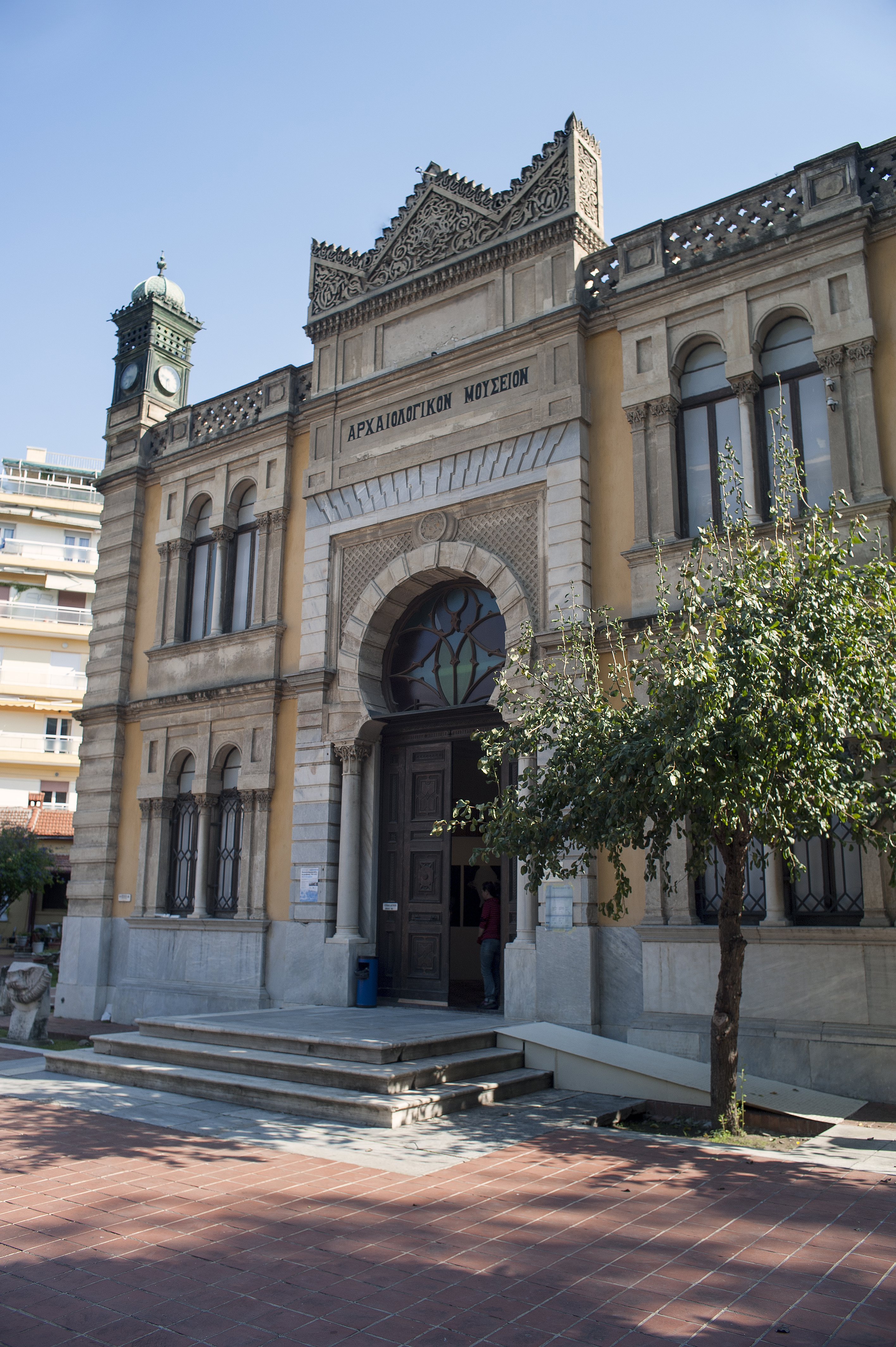
Yeni Moschee Thessaloniki, erbaut 1902 von Vitaliano Poselli für die Dönme-Gemeinde

Die Dönme (osmanisch دونمه ‚Konvertit‘) sind die Mitglieder einer kryptojüdischen kabbalistischen Religionsgemeinschaft in der Türkei, die ein Zweig des Sabbatianismus sind. Ihre Zahl wird auf 30.000 bis 40.000 Mitglieder geschätzt. Nach außen hin praktizieren sie den Islam. Die Gemeinschaft geht auf Schabbtai Zvi (1626–1676) zurück, dessen Tradition einige hundert Familien nach seinem Tod weiterführten. 1683 kam es in Saloniki zu einer Massenkonversion, wodurch die Stadt zum Zentrum des Kults wurde.

## Geschichte
Viele Juden im damals zum Osmanischen Reich gehörenden Saloniki sahen in Schabbtai Zvi den Messias. Seinen Übertritt zum Islam erklärten sie damit, dass die Seele des Messias bis zum Grunde der Sünde hinabsteigen müsse, um die Funken göttlichen Lichts zu erlösen, die dort gefangen seien. Ein großer Teil seiner Anhänger vollzog in den folgenden Jahren ebenfalls die Konversion, blieb aber Zvis kabbalistischen Lehren treu. So entstanden die Dönme.
1690 kam es zu einer Spaltung der Dönme, als eine Gruppe Baruchja Russo (islamischer Name Osman Baba, 1676–1720/26) zu ihrem Messias erklärte. Nachdem Jakob Joseph Frank (1726–1791) die Dönme kennengelernt hatte, begann er zu behaupten, er sei der Messias.
Innerhalb der Dönme gibt es drei Gruppen bzw. Strömungen:
- die Karakaşlar (türkisch) oder Konyosos (Ladino), die Anhänger von Baruchja Russo,
- die İzmirim (İzmirlis; in Saloniki auch Kapancı[3]) und
- die Yakubiler (Jacobiten), die Jakob Querido für Zvis Reinkarnation halten.

Im Zuge des Bevölkerungsaustausches zwischen Griechenland und der Türkei wurden die Dönme wegen ihres muslimischen Glaubens zu den Türken gerechnet und mussten Saloniki verlassen.

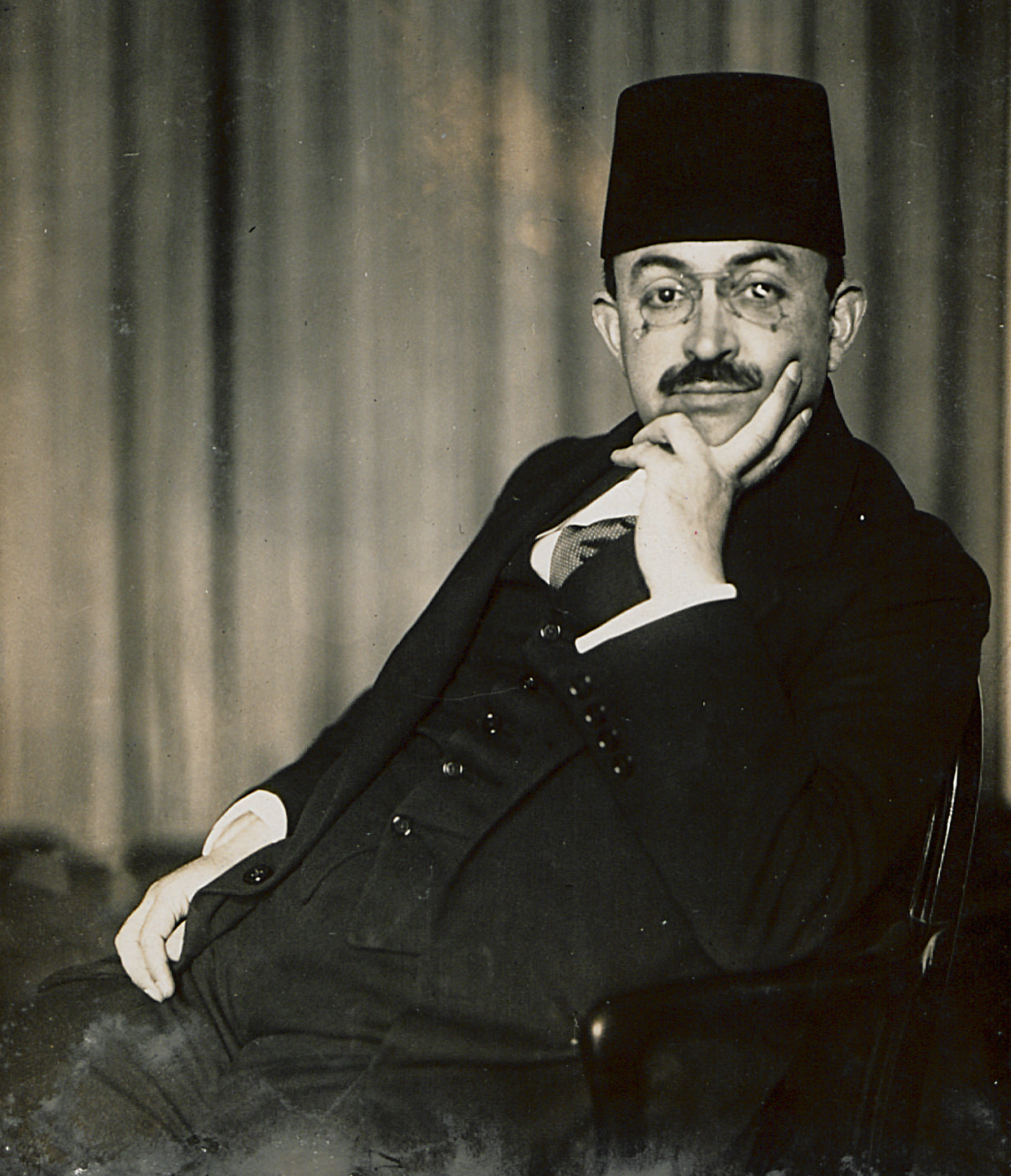
Mehmed Cavid Bey (1917)

Einer der Anführer des Mordkomplotts gegen Präsident Mustafa Kemal Pascha (Atatürk) in Izmir nach der Gründung der Türkischen Republik war Mehmed Cavid Bey, Gründungsmitglied des Komitees für Einheit und Fortschritt und ehemaliger Finanzminister des Osmanischen Reiches, ein führender Dönme. Nach einer umfassenden Untersuchung durch die Regierung wurde Cavid Bey verurteilt und später hingerichtet, indem er am 26. August 1926 in Ankara erhängt wurde.
Die Denunziation von Personen oder Familien als Dönme ist fester Bestandteil der Agitation türkischer Antisemiten. Vielfach sind die Dönme Gegenstand von Verschwörungstheorien. Der islamistisch geprägte Autor Mehmet Şevket Eygi glaubte beispielsweise, dass die Dönme die Schaltstellen des Staates unterwandert haben.